# Улькен-Караойский сельский округ
Улькен-Караойский сельский округ (каз. Үлкен Қараой ауылдық округі, до 2021 года — Новосельский сельский округ) — административная единица в составе Акжарского района Северо-Казахстанской области Казахстана. Административный центр — село Баймырза (название села до 2021 года — Коммунизм).
Население — 1412 человек (2009, 2317 в 1999, 2925 в 1989).

## История
Новосельский поселковый совет образован 23 марта 1957 года указом Президиума Верховного Совета Казахской ССР. 24 декабря 1993 года решением главы Кокчетавской областной администрации образован Новосельский сельский округ. В состав сельского округа была включена территория ликвидированного Горьковского сельского совета (село Горьковское).

## Состав
В состав округа входят такие населённые пункты:
| Населённый пункт  | Население, человек (1989) | Население, человек (1999) | Население, человек (2009) |
| ----------------- | ------------------------- | ------------------------- | ------------------------- |
| Горьковское, село | 1453                      | 1330                      | 969                       |
| Баймырза, село    | 1472                      | 987                       | 443                       |